# Sint-Michielskerk (Oevel)

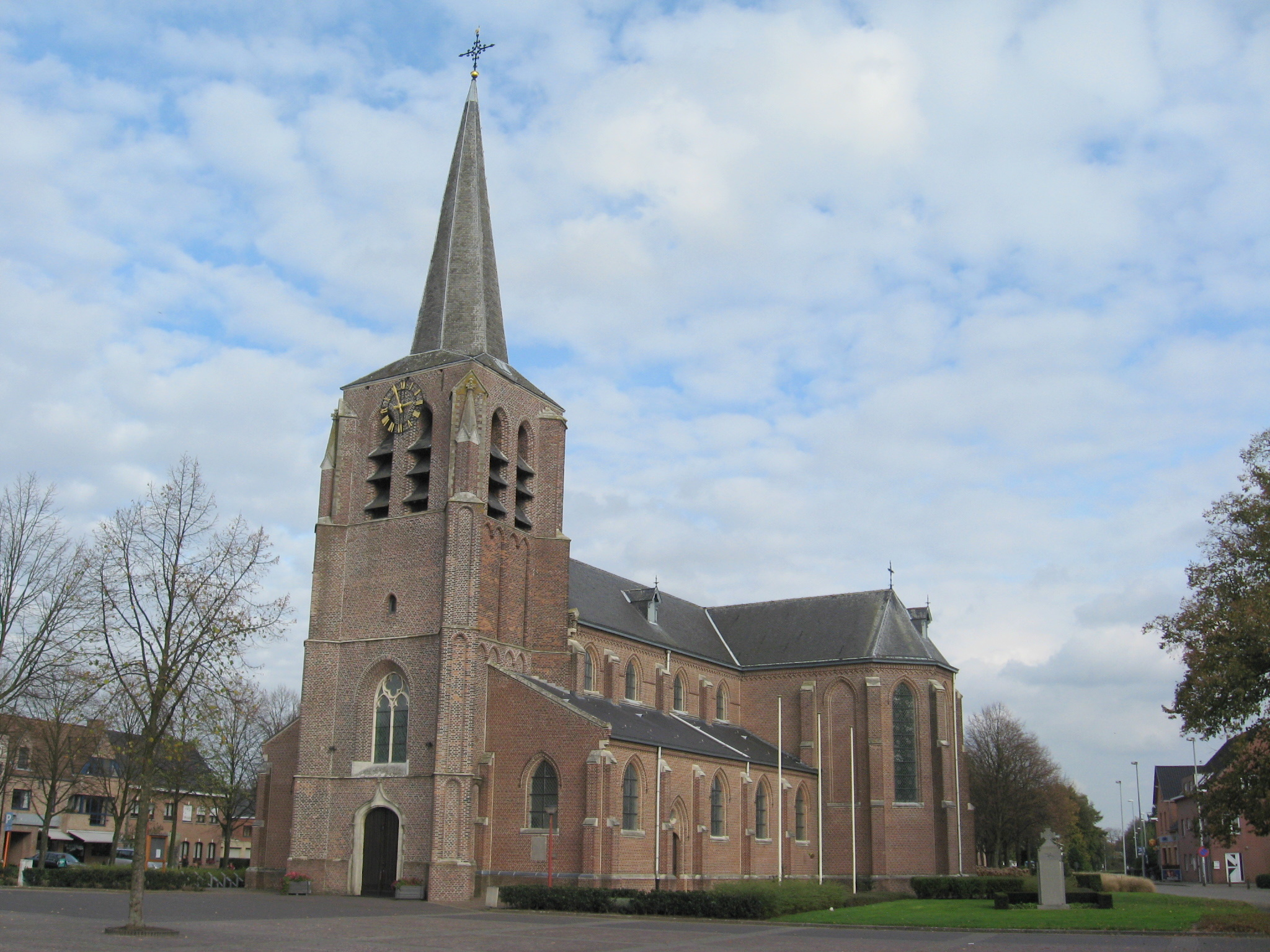
Sint-Michielskerk

De Sint-Michielskerk is de parochiekerk van de tot de Antwerpse gemeente Westerlo behorende plaats Oevel, gelegen aan Oeveldorp 11.

## Geschiedenis
Al in 1189 was sprake van een bedehuis, waarvan het patronaatsrecht in dat jaar aan de Abdij van Tongerlo kwam. De kerk werd bediend vanuit genoemde abdij en kende geen te Oevel verblijvende priester. Pas in 1625 kwam te Oevel een priester die er ook woonachtig was.
In 1870 werd de huidige kerk gebouwd naar ontwerp van Pieter Jozef Taeymans. Hierbij bleef de 15e-eeuwse toren behouden.

## Gebouw
Het betreft een bakstenen georiënteerde neogotische kruisbasiliek. De ingebouwde westtoren is 15e-eeuws en uitgevoerd in Kempense gotiek. De toren heeft vier geledingen en een ingesnoerde naaldspits. Zowel het koor als de transeptarmen zijn driezijdig afgesloten.

## Interieur
De kerk heeft een schilderij van Sint-Sebastiaan (2e helft 17e eeuw). Er is een gepolychromeerd beeld van de aartsengel Michael (16e eeuw), een Onze-Lieve-Vrouw van Smarten (17e eeuw) en Sint-Anna verklaart Maria de Schrift (18e eeuw).
De preekstoel en de orgelkast zijn in rococostijl. Het overige kerkmeubilair is grotendeels neogotisch.